# Ngô Thừa Ân
Ngô Thừa Ân (tiếng Trung phồn thể: 吳承恩; giản thể: 吴承恩; bính âm: Wú Chéng'ēn) (1500/1506 - 1581), tự Nhữ Trung (汝忠), hiệu Xạ Dương sơn nhân (射陽山人), là một nhà văn, nhà thơ Trung Quốc, sống trong thời nhà Minh.

## Tiểu sử
Ông sinh tại huyện Liên Thủy, Hoài An, tỉnh Giang Tô. Gia đình ông làm nghề buôn bán nhỏ, chuyên bán chỉ và đồ thêu, nhưng lại có thú tàng trữ sách. Cả ông nội và cha Ngô Thừa Ân đều xuất thân là quan lại qua đường khoa cử.
Ông học tại Nam Kinh Thái học (Đại học Nam Kinh cổ) trong hơn 10 năm.
Tương truyền từ nhỏ, Ngô Thừa Ân đã say mê những truyện thần tiên yêu quái. Khi bị cha cấm, ông từng trốn cha mang những cuốn sách thể loại đó ra chợ ngồi đọc.
Lớn lên, ông tỏ ra là người có tính tình khẳng khái, những câu nói của ông lúc bấy giờ thể hiện tính cách của ông, "không để người đời thương hại", "trong lòng mài mãi dao trừ tà, muốn dẹp sạch đi, buồn không đủ sức"
Ngô Thừa Ân nổi tiếng văn hay chữ tốt và rất thích hài kịch. Ông từng viết nhiều tạp kĩ, lừng danh một thời.
Tuy là người đa tài nhưng Ngô Thừa Ân lại lận đận trên đường thi cử. Ngô Thừa Ân thi nhiều lần, nhưng không đỗ. Mãi tới năm khoảng 43 tuổi, ông mới đỗ tuế cống sinh. Sau đó, ông còn đi thi hai lần nữa nhưng đều hỏng. Năm 51 tuổi, vì cảnh nhà quẫn bách, ông đến Nam Kinh tìm việc nhưng cô thế không có nơi nương tựa nên không toại nguyện.
Sau mãi đến năm 67 tuổi, ông đến Bắc Kinh để được tuyển dụng làm quan, ông nhận một chức quan nhỏ (huyện thừa) tại huyện Trường Hưng (长兴). Chẳng bao lâu sau, vì không chịu được cảnh luồn cúi, ông từ chức ra về.
Ngô Thừa Ân còn được tiến cử vào giữ chức kỉ thiện trong Kinh Vương phủ, chuyên coi việc lễ nhạc và văn thơ, nhưng được 3 năm thì bất đắc chí từ quan về nhà. Lúc đó Ngô Thừa Ân đã 70 tuổi. Từ đây, Ngô Thừa Ân sống bằng nghề viết văn, thơ, được hơn 10 năm thì mất.

## Tác phẩm
Sáng tác của ông khá phong phú, nhưng đã bị mất mát gần hết, do chỉ có một con gái và gia cảnh bần hàn, chẳng hạn như các tập tiểu thuyết Vũ Đĩnh chí (cũng là tiểu thuyết thần tiên ma quái), nên hiện chỉ còn lại một số thơ văn được tập hợp lại thành bộ Xạ Dương tiên sinh tồn cảo gồm 4 quyển.
Dù còn nhiều tranh cãi, ông cũng được suy đoán  là tác giả của tiểu thuyết nổi tiếng Tây Du Ký, bởi phương ngữ được sử dụng trong tác phẩm là phương ngữ của châu Hoài An thời nhà Minh (nay là tỉnh Giang Tô, Trung Quốc - nơi ông sinh sống).